# 佐田雅志
佐田雅志（日语： Sada Masashi，本名佐田雅志；1952年4月10日—）是一名日本歌手、作曲家、作词人、紀錄片導演、小说家，國學院大學、東京藝術大学客座教授。其成名作为《精灵放流》（精霊流し）。2019年10月6日，他因举办了超过4,400次个人音乐会而成为日本举办个人音乐会最多的歌手。

## 生平
他出生于長崎县長崎市，是佐田雅人和喜代子的长子，本家位于島根县那賀郡三隅町（今浜田市）。祖父繁治是本家的次子，曾在中国大陸和俄罗斯远东从事谍报活动、担任商工省大臣秘書官。祖母是苏联人，在海参崴经营料亭。其父雅人（1920 - 2009）曾参与第二次世界大战，战后在长崎復員，妻子喜代子（1926 - 2016）是战友的妹妹。弟弟佐田繁理歷來第一位外流的日本足球員，妹妹為女歌手佐田玲子。
雅志小时候父亲经营木材生意，家境富裕，住的是有10多个房间的豪宅。1957年諫早暴雨引发大水，父亲破产，不得已住进長屋。
他自3岁开始学习小提琴，就读長崎市立西北小学校，小学五年级（1963）和六年级（1964）拿过九州地区学生音乐比赛三等、二等奖。在认识了音乐家鷲見三郎之后，独自前往东京葛飾区的葛飾区立中川中学校读书，参加吹奏乐部。但由于没考上东京艺术大学附属音乐高等学校，他成为小提琴家的理想破灭了。因此就读國學院高等学校，开始尝试吉他、作詞、作曲、小説、落語等等。
他在1980年決定自費策劃製作並執導了以中國大陸的大江大河為背景的紀錄片《話說長江》，並於1981年11月上映，雖然這部電影本身很受歡迎，並在120家影院放映，但由於在中國實地拍攝時遭遇的各種障礙，拍攝週期延長，製作成本的增加超出了他的預期，最終導致產生大約28億日元的負債。
1985年，發行個人創作詞曲<戀愛症候群>。